# アメリカ国立暗号博物館
アメリカ国立暗号博物館（アメリカこくりつあんごうはつぶつかん、National Cryptologic Museum (NCM)）は、アメリカ合衆国にある暗号技術の歴史に関する博物館である。国家安全保障局(NSA)が運営しており、メリーランド州フォート・ミード近郊のフォート・ジョージ・G・ミードにあるNSA本部のすぐ近くにある。アメリカの情報機関では初の公立博物館である。NSA本部ビルと隣接する高速道路の間の緩衝地帯として購入された旧コロニーセブンモーテル内に設置されている。1993年12月16日に開館し、年間の来場者数は約5万人である。
開館時間は、平日は午前9時から午後4時まで、第1・第3土曜日は午前10時から午後2時までである。日曜日と法定の祝日は閉館されるほか、緊急事態などによりNSAが閉鎖されたときには博物館も閉館する。館内のミュージアムショップの営業も博物館の開館時間と同じである。館内の図書館は平日のみ開かれる。
博物館に隣接して、冷戦期に偵察飛行を行った軍人を記念する国立ヴィジランス公園（国立警戒公園）があり、当時の偵察機が展示されている。
NCMは一般に公開されている。入場は無料であるが、管理するNCM財団への寄付を受け付けている。館内での写真撮影は可能だが、古い資料が展示されているエリアでは、資料の保護のためフラッシュ撮影が禁止されている。

## 展示
NCMには、第二次世界大戦中のドイツの暗号機「エニグマ」（見学者が実際に操作できるものもある）や、エニグマ暗号の解読に使われた「ボンブ」、日本軍のパープル・レッド暗号機など、多数の収蔵品がある。当初はNSAの職員が独立戦争以前のものを含めた過去の資料を閲覧するための施設だったが、アメリカの暗号の歴史を集めた博物館に発展し、一般公開されるようになった。
暗号化・復号、情報セキュリティのための機器の展示だけでなく、また、アメリカの暗号技術の歴史や、それに関わった人々に関する展示もある。独立戦争中に暗号通信などの軍事情報戦術を大陸軍に採用したジョージ・ワシントン、両世界大戦中に自分たちの言葉を使って秘密通信を行ったネイティブアメリカンのコードトーカー、第二次大戦中にドイツの暗号を解読する装置を操作した女性軍人(WAVES)たちなどである。
展示スペースは、大きく以下の4つのグループに分かれている。
初期の暗号
16世紀からNSAが設立される1950年代前半までの暗号の歴史を扱う。ルネサンス期の書籍『ポリグラフィア』のほか、アメリカ建国期、独立戦争、南北戦争、第一次世界大戦、第二次世界大戦、朝鮮戦争における資料を中心に展示している。
冷戦期・情報化時代
冷戦期の両陣営の暗号と解析の技術、初期のNSA、スーパーコンピュータの開発などのコンピュータの近代化に関する展示
情報保証
衛星技術の発展、安全な音声通信、不正開封防止技術、情報保護のための生体認証の利用などに関する展示
記念ホール
1999年に創設した、アメリカの暗号技術に貢献した個人を称える「NSA殿堂」と、偵察飛行など暗号に関わって命を落とした人を称える展示
この他、暗号の歴史における女性やアフリカ系アメリカ人の役割、世界の様々な言語に関する展示（ロゼッタストーンのレプリカなど）19世紀後半から20世紀初頭にかけてホーボーの間で使われていた符丁などのミニコーナーが、NCMの各所に設置されている。
NCMには、暗号の歴史や暗号学に関連する書籍、論文などを集めた図書館がある。書籍や資料の貸し出しはしていないが、コピーや写真撮影は可能である。この図書館には、暗号学者ハーバート・オズボーン・ヤードリーから寄贈された書類が十数箱分、機密解除されたエニグマ暗号の暗号文や技術報告書、EFF DESクラッカー（ディープクラッカー）によるDES暗号の解読法などの書籍が収蔵されている。2010年10月26日、暗号史家・作家のデビッド・カーンが蔵書を寄贈したことで、図書館の収蔵数はほぼ倍になった。

## ギャラリー

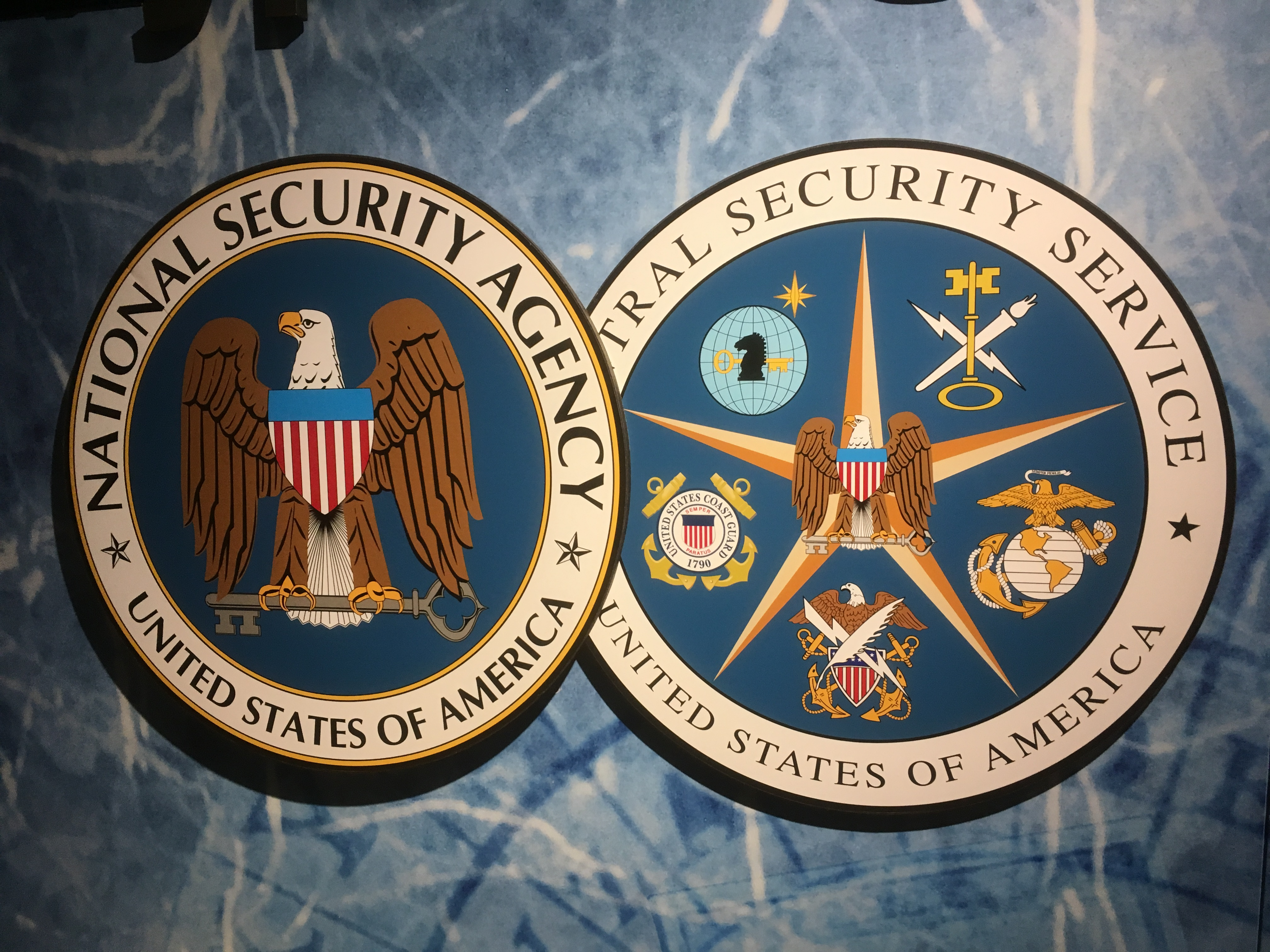
アメリカ暗号博物館の中のマーク
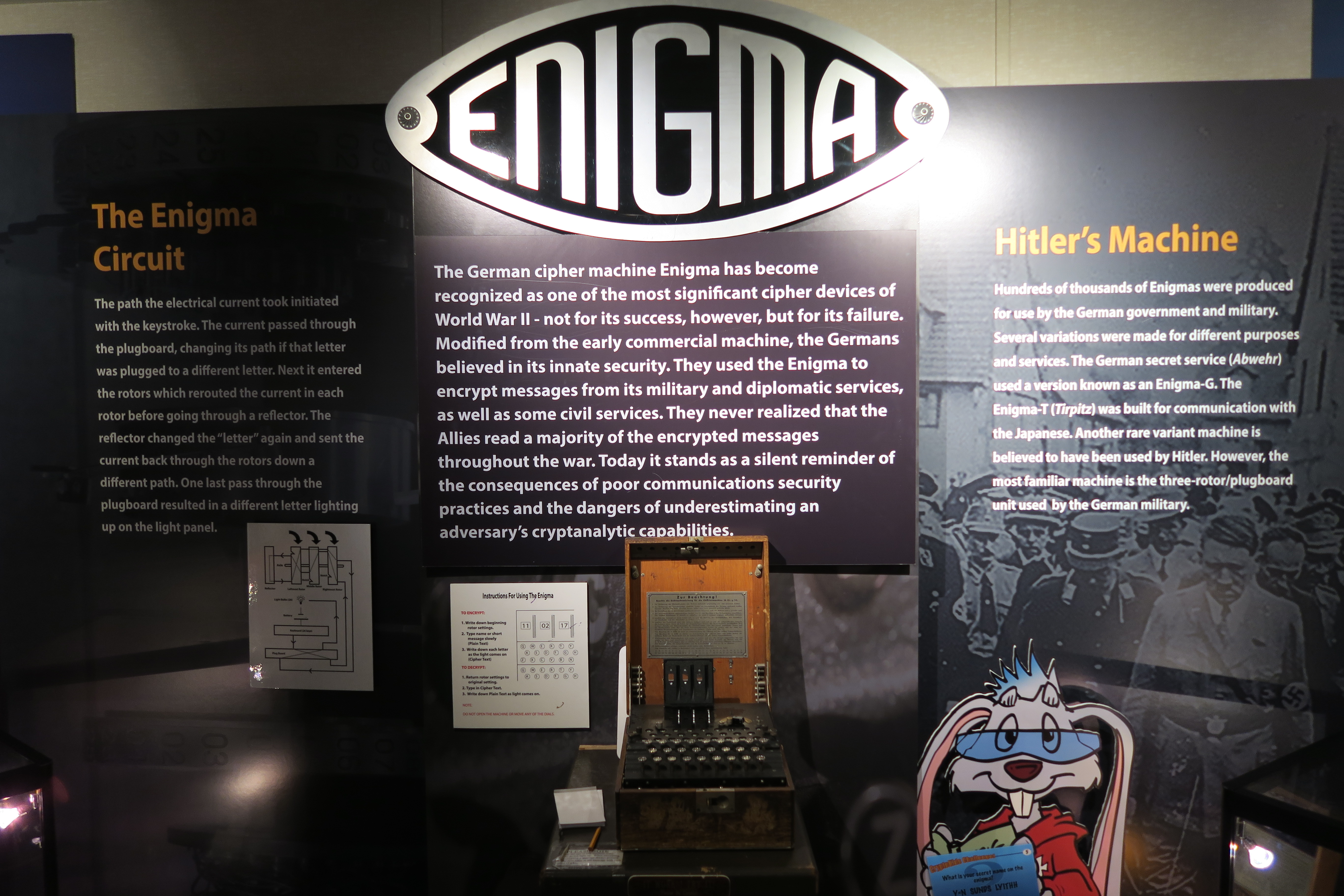
エニグマの展示
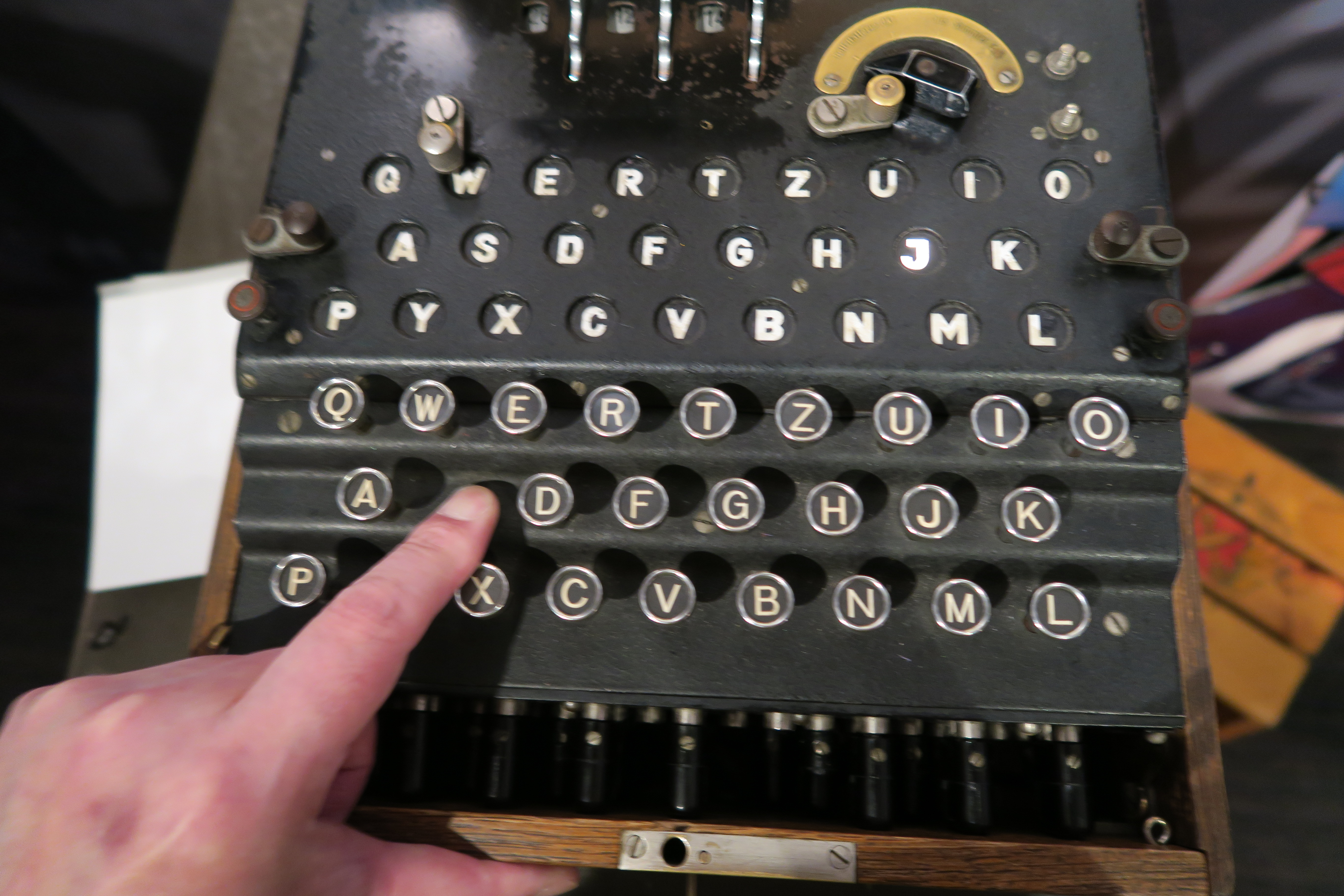
エニグマ実機を操作している様子
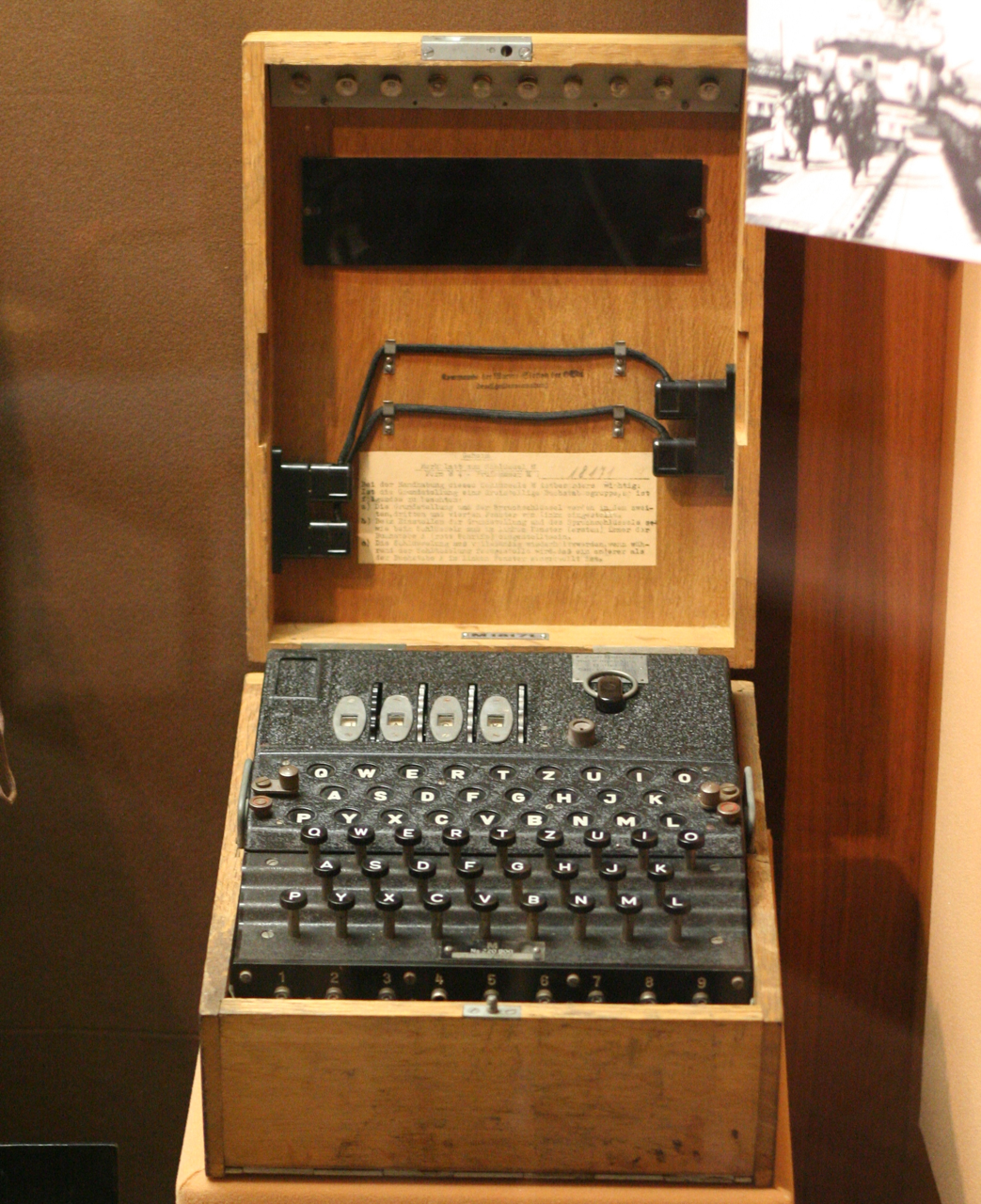
ドイツ海軍の4ローター式エニグマ
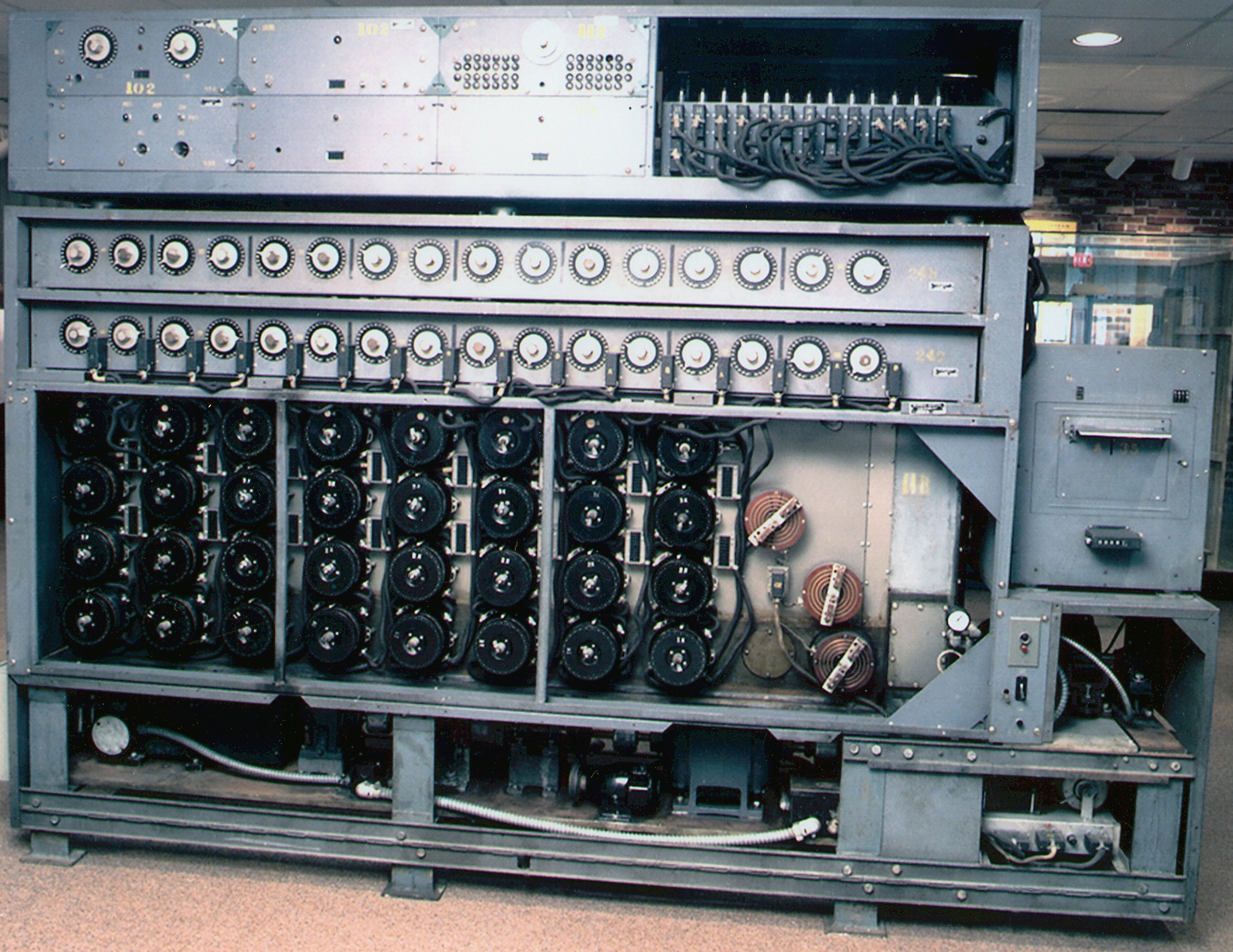
エニグマ暗号の解読に使われたアメリカ海軍のボンブ（英語版）
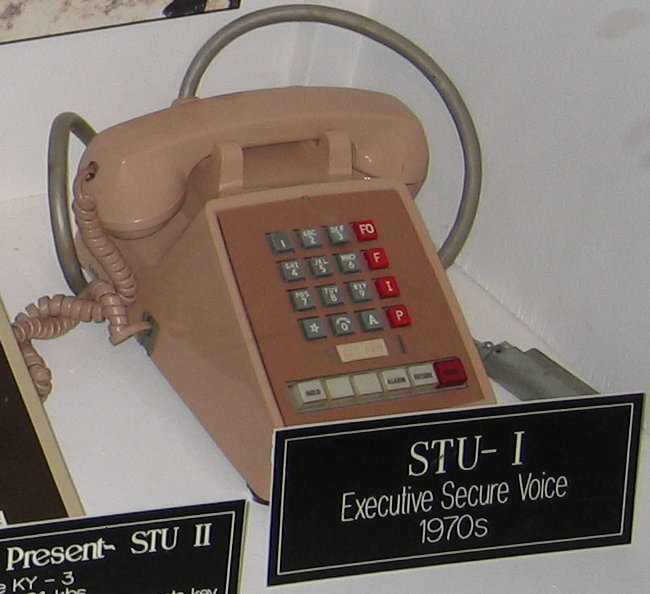
秘密通話装置「STU-I（英語版）」の卓上装置（この他に、キャビネットに収納された電子機器がある）
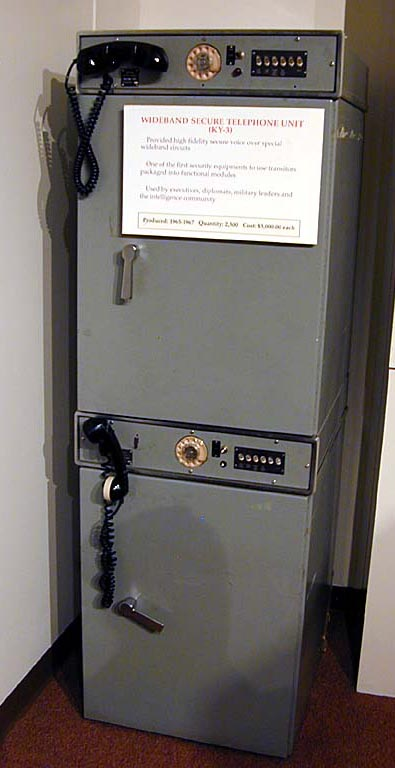
秘密通話装置「KY-3（英語版）」
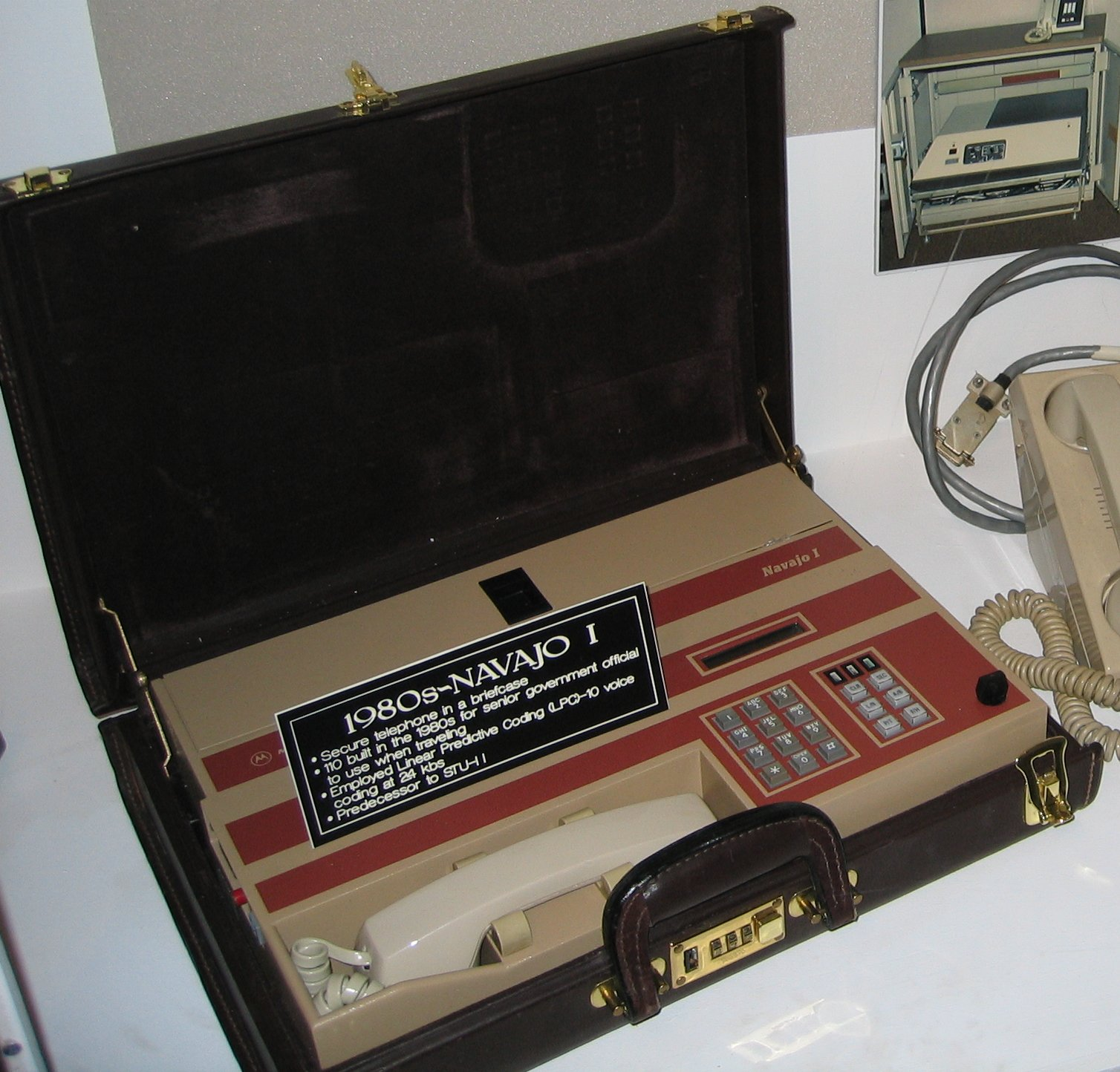
秘密通話装置「ナバホI（英語版）」
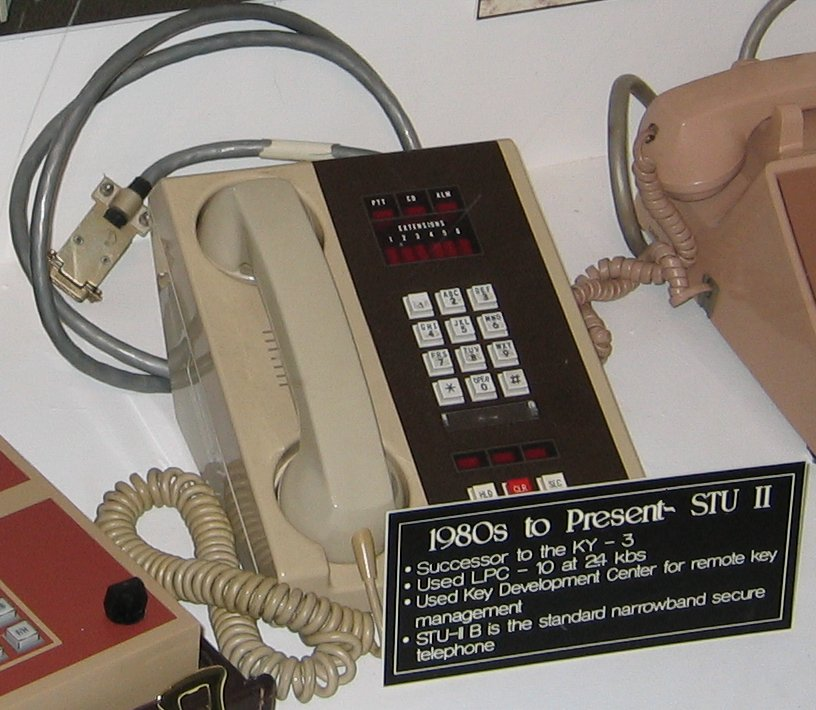
秘密通話装置「STU-II（英語版）」の卓上装置（この他に、キャビネットに収納された電子機器がある）
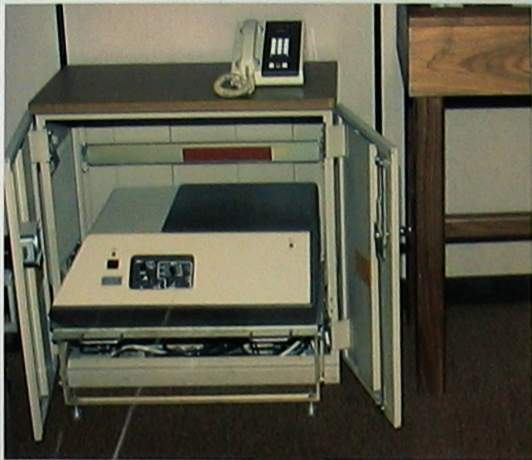
STU-IIの装置全体
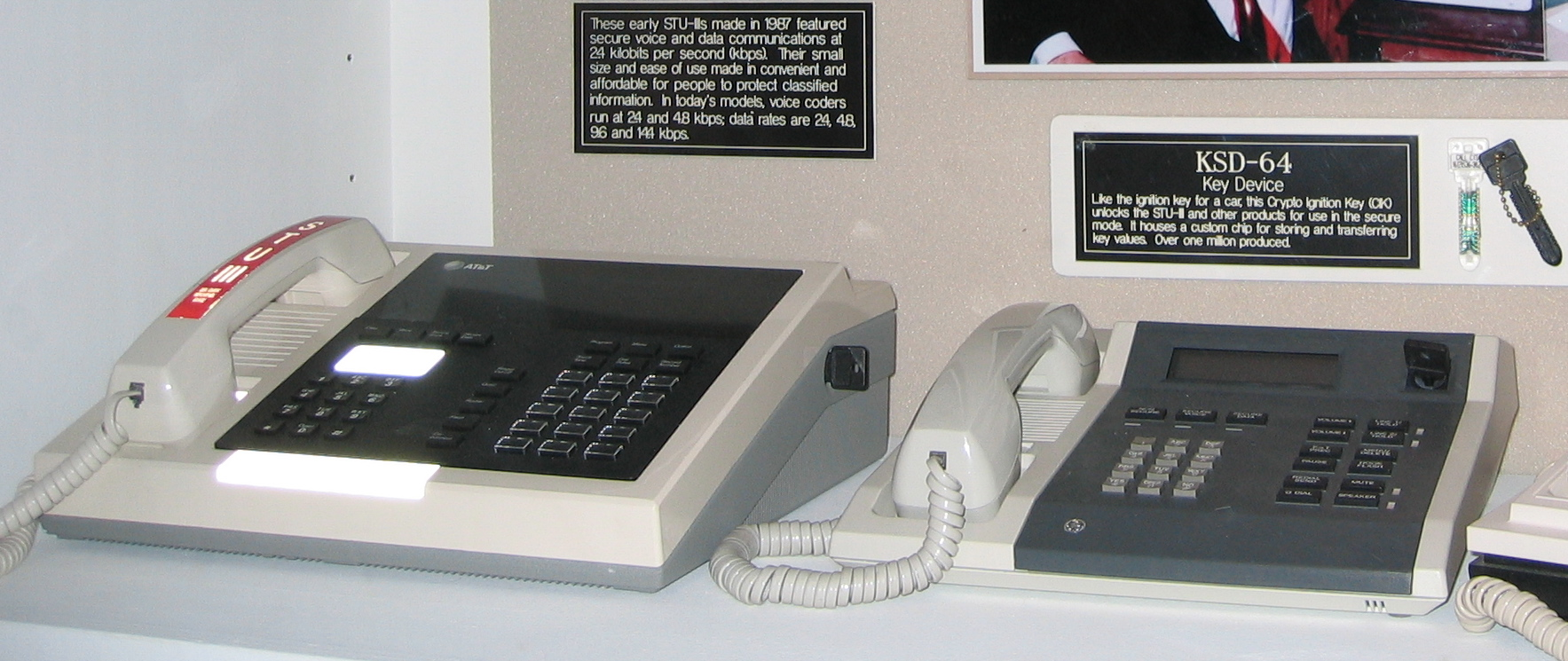
秘密通話装置「STU-III（英語版）」の卓上装置
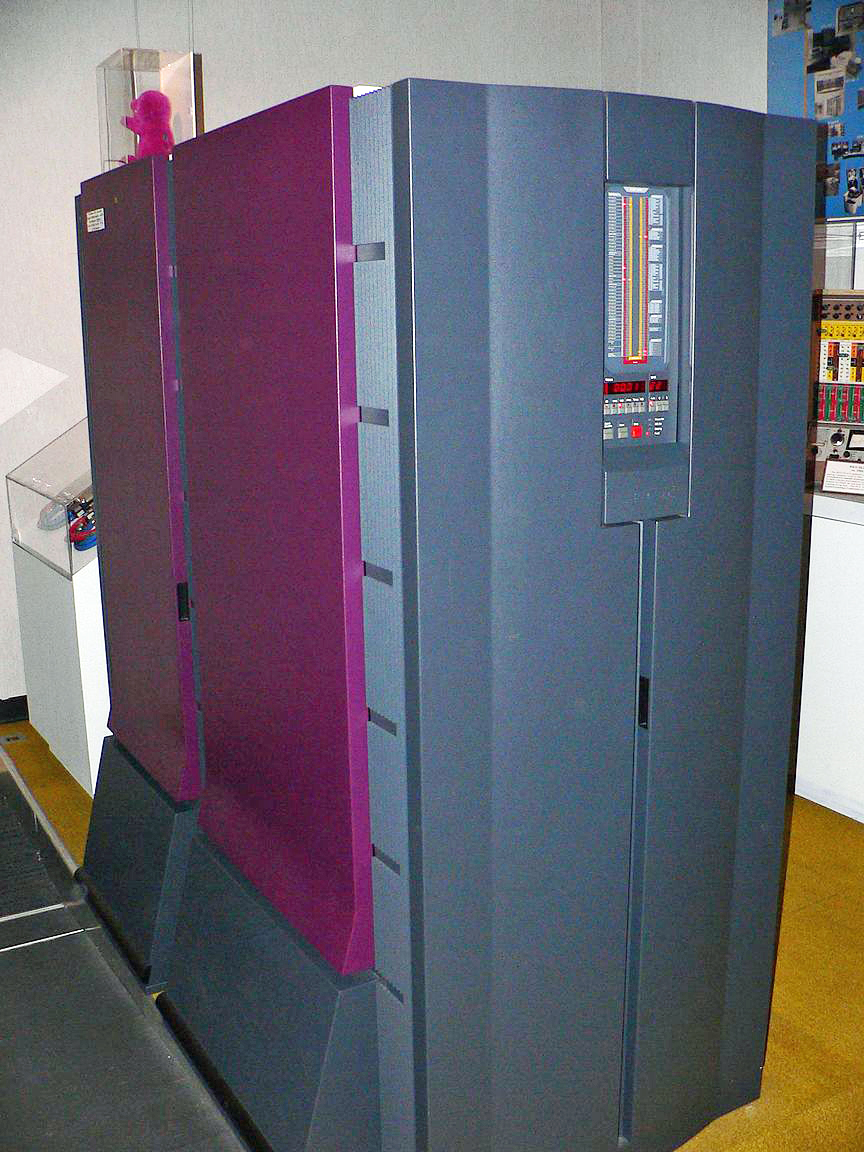
NSAが使用していたスーパーコンピュータ「Cray Y-MP」